# Rougemont (Svizzera)
Rougemont (toponimo francese; in tedesco Retschmund, desueto) è un comune svizzero di 895 abitanti del Canton Vaud, nel distretto della Riviera-Pays-d'Enhaut.

## Monumenti e luoghi d'interesse

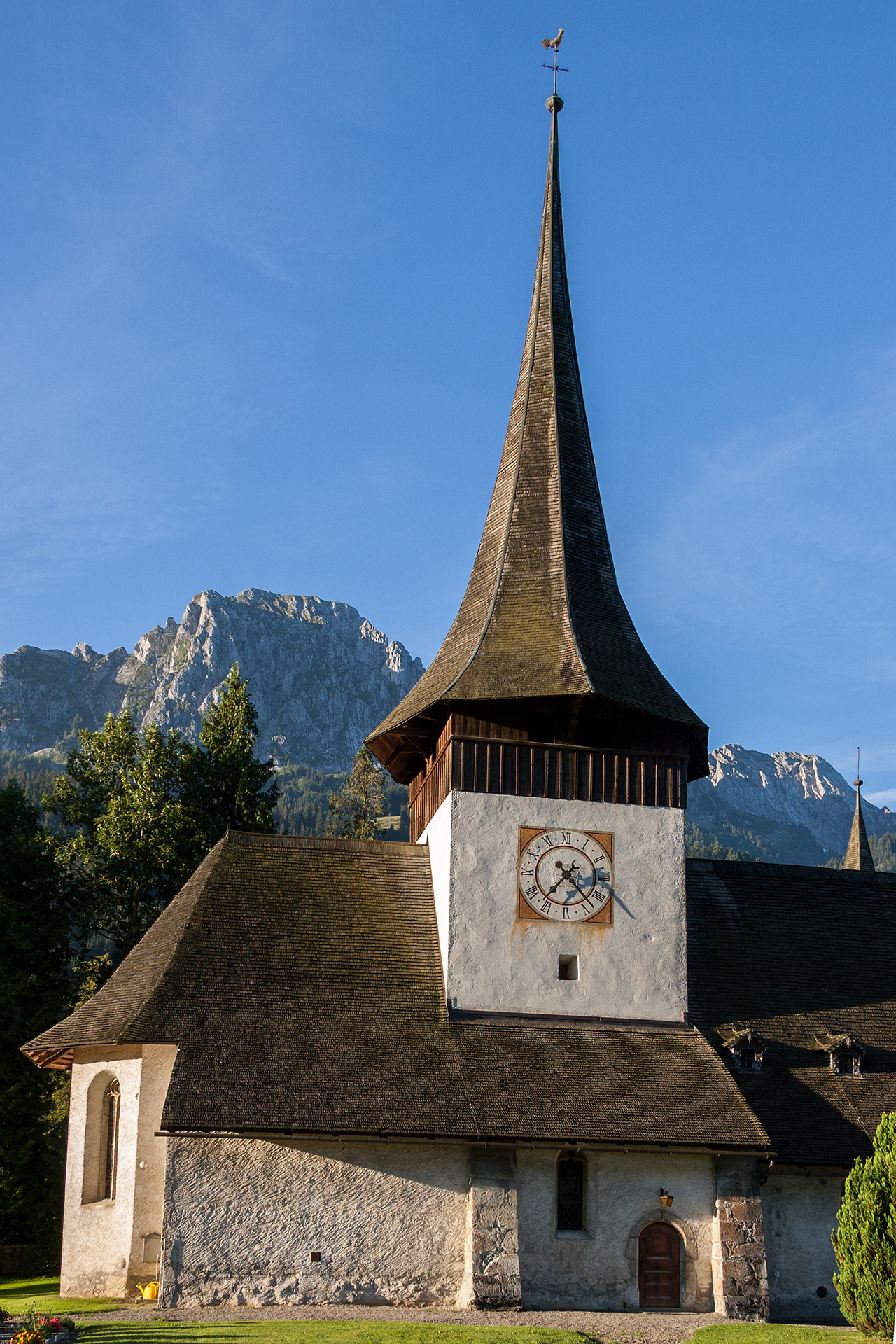
La chiesa di San Nicola

- Chiesa riformata di San Nicola, attestata dal 1080[1].

## Società

### Evoluzione demografica
L'evoluzione demografica è riportata nella seguente tabella:
Abitanti censiti

## Infrastrutture e trasporti

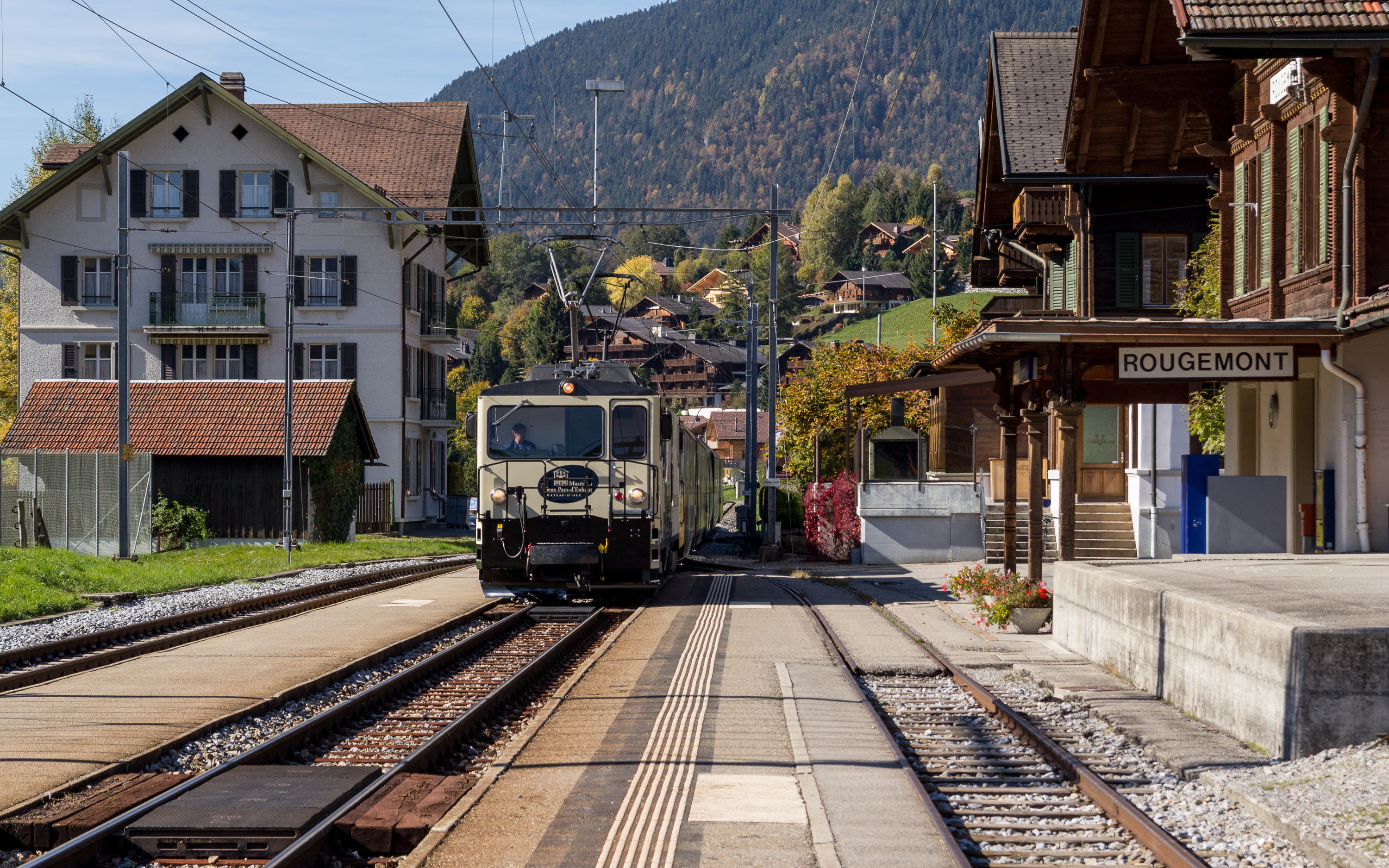
La stazione di Rougemont

Rougemont è servito dall'omonima stazione sulla ferrovia Montreux-Oberland Bernese.

## Amministrazione
Ogni famiglia originaria del luogo fa parte del cosiddetto comune patriziale e ha la responsabilità della manutenzione di ogni bene ricadente all'interno dei confini del comune.